# Episodi de Il risolutore
La prima e unica stagione della serie televisiva Il risolutore (The Finder) è stata trasmessa in prima visione assoluta negli Stati Uniti da Fox dal 12 gennaio all'11 maggio 2012.
In Italia la stagione è stata trasmessa in prima visione da Fox, canale a pagamento della piattaforma satellitare Sky, dal 5 settembre al 21 novembre 2012.
| nº | Titolo originale           | Titolo italiano           | Prima TV USA     | Prima TV Italia   |
| -- | -------------------------- | ------------------------- | ---------------- | ----------------- |
| 1  | An Orphan Walks Into a Bar | Chi cerca trova           | 12 gennaio 2012  | 5 settembre 2012  |
| 2  | Bullets                    | Proiettili                | 19 gennaio 2012  | 5 settembre 2012  |
| 3  | A Cinderella Story         | Principi azzurri          | 26 gennaio 2012  | 12 settembre 2012 |
| 4  | Swing and a Miss           | Il portafortuna           | 2 febbraio 2012  | 19 settembre 2012 |
| 5  | The Great Escape           | La fenice                 | 9 febbraio 2012  | 26 settembre 2012 |
| 6  | Little Green Man           | Extraterrestri            | 23 febbraio 2012 | 3 ottobre 2012    |
| 7  | Eye of the Storm           | L'occhio del ciclone      | 8 marzo 2012     | 10 ottobre 2012   |
| 8  | Life After Death           | La musica vive per sempre | 6 aprile 2012    | 17 ottobre 2012   |
| 9  | The Last Meal              | L'ultimo pasto            | 13 aprile 2012   | 24 ottobre 2012   |
| 10 | The Conversation           | La conversazione          | 20 aprile 2012   | 31 ottobre 2012   |
| 11 | The Inheritance            | L'eredità                 | 27 aprile 2012   | 7 novembre 2012   |
| 12 | Voodoo Undo                | Superstizione             | 4 maggio 2012    | 14 novembre 2012  |
| 13 | The Boy with the Bucket    | L'ultimo desiderio        | 11 maggio 2012   | 21 novembre 2012  |

## Chi cerca trova
- Titolo originale: An Orphan Walks Into a Bar
- Diretto da: Daniel Sackheim
- Scritto da: Hart Hanson

### Trama
Walter viene contattato dal figlio di un suo ex commilitone, morto di  recente dopo essere precipitato col suo aereo (che non è stato ritrovato); purtroppo l'uomo sembra essere coinvolto in un giro poco  pulito o forse era un infiltrato. Solo il rottame dell'aereo potrebbe scagionarlo.

## Proiettili
- Titolo originale:
- Diretto da: Terrence O'Hara
- Scritto da: Matt MacLeod

## Principi azzurri
- Titolo originale: A Cinderella Story
- Diretto da: Adam Arkin
- Scritto da: Sanford Golden e Karen Wyscarver

### Trama
Un uomo incontra in un bar la donna della sua vita,ma perde il suo numero, la ragazza però si è lasciata dietro una scarpa col tacco. La donna però sembra essere stata vittima di un rapitore.

## Il portafortuna
- Titolo originale: Swing and a Miss
- Diretto da: Kevin Hooks
- Scritto da: Aaron Ginsburg e Wade McIntyre

## La fenice
- Titolo originale: The Great Escape
- Diretto da: Seith Mann
- Scritto da: Emilia Serrano

## Extraterrestri
- Titolo originale: Little Green Man
- Diretto da: Dwight Little
- Scritto da: Will Pascoe

## L'occhio del ciclone
- Titolo originale: Eye of the Storm
- Diretto da: Alex Chapple
- Scritto da: Aaron Ginsburg e Wade McIntyre

## La musica vive per sempre
- Titolo originale: Life After Death
- Diretto da: David Boreanaz
- Scritto da: Nkechi Okoro Carroll

## L'ultimo pasto
- Titolo originale: The Last Meal
- Diretto da: Milan Cheylov
- Scritto da: Josh Friedman

### Trama
Un uomo per fare una sorpresa alla moglie per l'anniversario: vuole a tutti i costi ritrovare lo chef cubano del ristorante tipico del loro primo incontro e fargli preparare una cena romantica. Purtroppo lo chef si nasconde da tre anni dal suo ex datore di lavoro, un mafioso cubano. Walter trova l'uomo , ma ha bisogno di un  ingrediente che può portare il boss sulle sue tracce.

## La conversazione
- Titolo originale: The Conversation
- Diretto da: Jim Hayman
- Scritto da: Patrick Massett e John Zinman

## L'eredità
- Titolo originale: The Inheritange
- Diretto da: David Straiton
- Scritto da: Sanford Golden e Karen Wyscarver

### Trama
Walter aiuta Joyce a ritrovare l'eredità del padre della ragazza, morto in un finto suicidio.

## Superstizione
- Titolo originale: Voodoo Undo
- Diretto da: Daniel Sackheim
- Scritto da: Matt MacLeod ed Emilia Serrano

## L'ultimo desiderio
- Titolo originale: The Boy with the Bucket
- Diretto da: Vahan Moosekian
- Scritto da: Hart Hanson, Patrick Massett e John Zinman